# SS.11

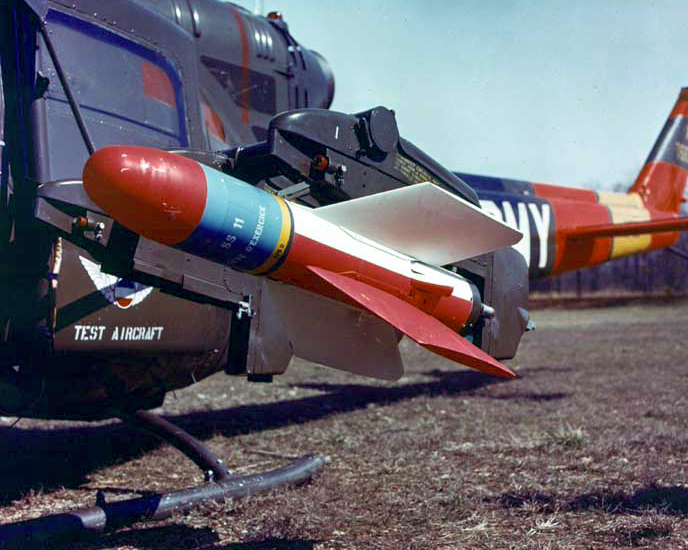

SS.11은 노드 에비에이션에서 제작한 프랑스의 수동 시선 유선 유도 대전차 미사일이다. 또한 안정된 조준 시스템을 갖춘 공대지 버전인 AS.11에서도 사용할 수 있다. AS.11은 미국 서비스에서는 AGM-22라고도 알려져 있다. 이 미사일은 1956년 프랑스군에 배치되어 1980년대까지 운용된 최초의 유도 대전차 미사일 중 하나이다. 이는 또한 더 크고 사거리가 긴 SS.12/AS.12 시리즈의 기반이 되었다.
미사일은 표적의 위치를 미사일 뒷면의 조명탄과 비교하고 작은 조이스틱을 사용하여 비행을 조정하는 방식으로 수동으로 유도되었다. 원래의 수동 유도 시스템은 1967년에 교체되어 원래의 플레어를 추적하는 적외선 원점 센서를 사용하는 SACLOS 유도를 사용하는 하폰(Harpon) 버전을 생산했다. 이로 인해 시스템 작동이 크게 쉬워졌고, 운영자는 조준경을 목표물에 유지하기만 하면 미사일이 자동으로 조준선을 따라 비행하게 되었다.
SS.11 및 이후 SS.12/AS.12 시리즈 미사일의 생산은 1980년대에 중단되었으며, 이때까지 170,000개 이상이 판매되었다. 1960년대 후반 SS.11의 가격은 미화 약 1,900달러로 알려졌다.

## 운용국
| - 아부다비 - 아르헨티나 - 바레인 - 벨기에 - 브라질 - 브루나이 - 캐나다 - 덴마크 - 에티오피아 - 핀란드 - SS 11 B 1, known as Rannikko-ohjus 63 (RO-63). - 프랑스 - 독일 - 그리스 - 인도 - 인도네시아 - 이라크 - 이스라엘 - 이탈리아 - 코트디부아르 | - 레바논 - [[파일:{{{국기그림-과도정부}}}\|22x20px\|border \|리비아\|링크=리비아]] 리비아 - 말레이시아 - aboard RMN Pendekar-class fast patrol boats (now retired) - 네덜란드 - 노르웨이 - 페루 - 포르투갈 - 사우디아라비아 - 세네갈 - 시리아 - 남아프리카 공화국 - 스페인 - aboard army Aérospatiale Alouette III and navy Sikorsky SH-3/AB-212 ASW helicopters - 스웨덴 - coastal defense against landing craft (Robot 52) - 스위스 - 튀니지 - 영국 - 우간다 - 미국 - 베네수엘라 |